# Marija Kohn
Marija Kohn (Lopud, 7. kolovoza 1934. – Zagreb, 16. srpnja 2018.), bila je najnagrađivanija hrvatska filmska, televizijska i kazališna glumica.

## Životopis
Marija Kohn rođena je u Lopudu, 7. kolovoza 1934. u obitelji židovskog podrijetla. Marijin otac Antun Kohn (iz bogate dubrovačke obitelji) je bio kapetan duge plovidbe, a majka Franka Perinić-Kohn je podrijetlom bila s Lopuda. Otac joj je nestao 1938. godine, prije rođenja Marijinog brata. Obitelj je mislila da su ga regrutirali u ratu, smatrali su ga nestalim, no Marija je jedina vjerovala da je živ. Dvadeset godina poslije, kada je došla u Zagreb na studij, uspjela ga je pronaći uz puno muke i truda preko jedne gospođe iz Argentine. Živio je u Buenos Airesu sa suprugom podrijetlom s Korčule koja mu je rodila tri kćeri. Mariju je odgojila baka nakon što joj je majka preminula od tuberkuloze 1945. godine. Studirala je na Akademiji dramske umjetnosti u Zagrebu unatoč želji djeda i bake (s očeve strane) da studira na Prirodoslovno-matematičkom fakultetu u Zagrebu. U Zagrebu je stanovala u malim sobama. Kako nije mogla birati filmove u kojima će glumiti, glumila je tamo gdje joj je bilo naređeno. Marijina prezaposlenost je utjecala i na njezin brak, koji zbog toga nije uspio. Zahvaljujući trudu profesora Svena Laste u kratko se vrijeme pretvorila u izvrsnu glumicu. Sva vrata otvorila su joj se 1957. godine, kad je u filmu Svoga tela gospodar odglumila šepavu Rožu. Uloga joj je donijela Zlatnu arenu, s kojom je stekla popularnost i slavu. Obilježila ju je i uloga mucave Erminije u predstavi iz 1974. godine, Mirisi, zlato i tamjan Slobodana Novaka. U kazalištu je najviše naučila od redatelja Branka Gavelle. Najnagrađivanija je hrvatska glumica koja iza sebe ima više od stotinu kazališnih uloga, šezdeset filmova, četrnaest televizijskih drama i serija. Marija je 1999. godine, nakon 40 godina rada, otišla u mirovinu. Unatoč mirovini, Marija se nije oprostila od glume. Kako sama tvrdi, "radi dok ju zdravlje služi". Uloge u humorističnim serijama došle su joj kao mali preporod u životu. Preminula je u Zagrebu, 16. srpnja 2018. godine, nakon teške bolesti.

## Filmografija

### Televizijske uloge
- "Lud, zbunjen, normalan" kao Jovanka (2016.)
- "Kud puklo da puklo" kao baba Manda Milinović (2014.)
- "Zora dubrovačka" kao Magdalenina susjeda (2014.)
- "Ah, taj Ivo!" kao Marija (2012.)
- "Larin izbor" kao Anđela Zlatar (2011. – 2013.)
- "Stipe u gostima" kao Ivka (2011.)
- "Najbolje godine" kao baba Mara (2011.)
- "Periferija city" kao Baba (2010.)
- "Jura Hura" kao baka Julka (2009.)
- "Luda kuća" kao Ruža Bedeković (2007.; 2009. – 2010.)
- "Bibin svijet" kao starica u hotelu (2007.)
- "Cimmer fraj" kao baba Mare (2006.)
- "Bitange i princeze" kao baba Manda (2006.)
- "Žutokljunac" kao susjeda Ingeborg (2005.)
- "Kad zvoni?" kao gospođa (2005.)
- "Luka" kao gostioničarka Katina (1992.)
- "Dirigenti i mužikaši" kao Julika (1991.)
- "Tuđinac" kao ciganka (1991.)
- "Zagrljaj" (1988.)
- "Inspektor Vinko" kao Elza Čavlek (1984. – 1985.)
- "Nepokoreni grad" (1982.)
- "Punom parom" kao Nikolićeva supruga (1978.)
- "U registraturi" kao Eduardova majka (1974.)

### Filmske uloge
- "Godina majmuna" kao Vilma Lukić (2018.)
- "U plavom" kao baka (2017.)
- "Jedno ubojstvo za van" kao baka Grabovac (2017.)
- "Moja Ljiljo" kao Agata (2015.)
- "Zvjerka" kao Nada (2015.)
- "Šegrt Hlapić" kao Miškova baka (2013.)
- "Posjet" kao baka (2013.)
- "Krzneni kaput" kao dama u krznenom kaputu (2011.)
- "Rublje" kao Emilija (2010.)
- "Pola ure za baku" kao baka (2010.)
- "Neke druge priče" kao gospođa na parku (2010.)
- "Na putu" kao baka (2010.)
- "Posljednje jutro jednog pijetla" (2010.)
- "Vjerujem u anđele" kao Petra (2009.)
- "Zagrebačke priče" kao Klara (segment "Inkasator") (2009.)
- "Reciklus" kao udovica (2008.)
- "Nije kraj" kao baka (2008.)
- "Krupni otpad" kao starica (2008.)
- "Crveno i crno" kao Feliksova baka (2006.)
- "Ajde, dan... prođi..." kao baka (2006.)
- "Snivaj, zlato moje" kao Neda Glažar (2005.)
- "Duga mračna noć" kao Marijana (2004.)
- "Svjedoci" kao starica (2003.)
- "Prezimiti u Riju" kao bakica (2002.)
- "Reci Saša što je?" (2002.)
- "Blagajnica hoće ići na more" kao starica kradljivica (2000.)
- "Bogorodica" kao Kuzmina majka (1999.)
- "Kuća duhova" (1998.)
- "Božić u Beču" kao teta Ana (1997.)
- "Zlatne godine" kao Sunčanina majka (1993.)
- "Vrijeme za..." (1993.)
- "Karneval, anđeo i prah" (1990.)
- "Intriga" kao sopran (1988.)
- "Kad ftičeki popevleju" (1988.)
- "Marjuča ili smrt" kao Vinka (1987.)
- "Ambasador" kao Štefica (1984.)
- "Servantes iz Malog Mista" kao Keka (1982.)
- "Nesretan slučaj" (1981.)
- "Kraljevo" (1981.)
- "Izgubljeni zavičaj" kao stara Ines (1980.)
- "Groznica" kao majka (1979.)
- "Ljubica" (1978.)
- "Slučaj Filipa Franjića" (1978.)
- "Bravo maestro" kao čistačica (1978.)
- "Okupacija u 26 slika" kao Luce (1978.)
- "Vučari Donje i Gornje Polače" kao Ika (1978.)
- "Pred odlazak" (1978.)
- "Debeli lad" kao komšinica #2 (1978.)
- "Dugo putovanje u bijelo" (1976.)
- "Slučaj maturanta Wagnera" kao Lucija Wagner (1976.)
- "Kuća" kao Sekina majka (1975.)
- "Kužiš stari moj" (1973.)
- "Lift za Karmelu" (1970.)
- "99. minuta" (1969.)
- "Kroz šibe" (1967.)
- "Tvrdica" kao Elise (1967.)
- "Tebe, pobjedo, pitam" (1966.)
- "Tartuffe" (1965.)
- "Most preko kojeg nitko nije prešao" (1965.)
- "Tonkina jedina ljubav" kao Tonka (1965.)
- "Doći i ostati" kao Đorđeva žena (1965.)
- "Ratna noć u muzeju Prado" (1965.)
- "Građanin Dahlke" (1962.)
- "Ulica bez izlaza" (1960.)
- "Sestra" (1960.)
- "Rat" (1960.)
- "Ulica bez izlaza" (1960.)
- "Piko" kao tetka (1959.)
- "Tri Ane" kao Ana #2 (1959.)
- "Noći i jutra" kao Vera (1959.)
- "H-8" kao Tamara Jakupec (1958.)
- "Svoga tela gospodar" kao Roža (1957.)

### Sinkronizacija
- "Croods" kao Babi (2013.)

## Vanjske poveznice
- Marija Kohn u internetskoj bazi filmova IMDb-u (engl.)